# Hedda (2025)
Hedda ist ein Filmdrama von Nia DaCosta. Der Film basiert auf dem Drama Hedda Gabler von Henrik Ibsen und erzählt die Geschichte einer unglücklich verheirateten Frau. Die Titelrolle besetzte die Regisseurin mit Tessa Thompson. In weiteren Rollen sind Imogen Poots, Tom Bateman, Nina Hoss und Nicholas Pinnock zu sehen. Der Film soll im September 2025 beim Toronto International Film Festival seine Premiere feiern und voraussichtlich im Oktober 2025 in die US-Kinos kommen.

## Handlung
Hedda Gabler stammt als Tochter des verstorbenen Generals Gabler aus einer vornehmen, aristokratischen Familie. Die junge Frau ist unglücklich mit dem kleinbürgerlichen Jörgen Tesman verheiratet, den sie nicht liebt.

## Literarische Vorlage
Der Film basiert auf dem Drama Hedda Gabler von Henrik Ibsen, das im Januar 1891 in München im Königlichen Residenztheater uraufgeführt wurde. Ibsens Drama wurde bereits vielfach verfilmt, zuletzt 2016 von Andreas Kleinert.

## Produktion

### Filmstab, Besetzung und Dreharbeiten
Regie führte Nia DaCosta, die auch Ibsens Drama für den Film adaptierte. Bei Hedda handelt es sich um ihren vierten Spielfilm.
Tessa Thompson spielt in der Titelrolle Hedda Gabler. Sie war bereits in DaCostas Spielfilmdebüt Little Woods von 2018 in einer Hauptrolle zu sehen. Gemeinsam mit der Regisseurin, Dede Gardner, Jeremy Kleiner und Gabrielle Nadig tritt Thompson auch als Produzentin des Films in Erscheinung. Weitere Rollen wurden mit der Britin Imogen Poots, ihren Landsmännern Tom Bateman und Jamael Westman, der Schottin Mirren Mack, dem Iren Finbar Lynch und Saffron Hocking besetzt. Die deutsche Schauspielerin Nina Hoss ist in der Rolle von Eileen Lovborg zu sehen. Das Casting übernahmen Des Hamilton und Jo Harris.
Mit dem britischen Kameramann Sean Bobbitt arbeitete DaCosta bereits für ihren Film The Marvels zusammen.

### Filmmusik und Veröffentlichung
Die Filmmusik komponierte die Isländerin Hildur Guðnadóttir. 
Die Premiere ist am 8. September 2025 beim Toronto International Film Festival geplant. Im weiteren Verlauf des Monats wird er beim Zurich Film Festival vorgestellt. Am 22. Oktober 2025 soll Hedda in die US-Kinos kommen. Dort erhielt der Film ein R-Rating, was einer Freigabe ab 17 Jahren entspricht.

## Vorlage
- Henrik Ibsen: Hedda Gabler. 1891.